# Magijski krug
Magijski krug ili magični krug je krug kojeg ucrtavaju praktičari magije kako bi, sukladno okultnom vjerovanju, stekli zaštitu od nadnaravnih sila.
Krug se koristio u obredima ceremonijalne magije prilikom prizivanja različitih duhova, entiteta i demona. U Ključu kralja Salomona piše da je morao imati promjer od devet stopa i biti ucrtan pomoću magijskog noža.
Grafički prikaz najčešće je ovisio o grimoriju u kojem se opisuje, no većina ih je sadržavala grčke i hebrejske simbole. Na mnogim magijskim krugovima nalazila su se ispisana slova alfa i omega ili veći broj kabalističkih božanskih imena, poput: Adonai, El, Jah, Eloha, Ehie i Tetragrammaton.
Osim u tradicionalnoj magiji, magijski krug koristi se i u obredima Wicce.